# Ivar Björkman
Ivar Björkman, född 1960, är en svensk interdisciplinär ledare, kreatör och forskare inom design och konst.
Sedan 2012 är Ivar Björkman ansvarig för Openlab i Stockholm.  
Mellan 2003 och 2012 var Björkman rektor vid Konstfack i Stockholm.
Ivar Björkman blev 1998 ekonomie doktor i företagsekonomi vid Stockholms universitet på avhandlingen Sven Duchamp - expert på auraproduktion: om entreprenörskap, visioner, konst och företag. Avhandlingen handlar om möbelentreprenören Sven Lundh som ofta hänvisar till Marcel Duchamp i sitt företagande.
Hans egen konstnärliga produktion omfattar bland annat belysning och måleri och möbelföretaget Pyra där han samarbetade med några av Sveriges ledande designers och konstnärer. Ivar Björkman har också skrivit böcker tillsammans med professorn Mats Alvesson inom organisationskultur.